# 不脫襪的人
《不脫襪的人》，是由二友电影制作有限公司出品的愛情喜劇片，由陳友導演，鍾鎮濤、張曼玉領銜主演，於1989年9月7日在香港上映。

## 劇情簡介
故事發生在20世紀60年代末，黃小姐（張曼玉飾）是一個從鄉下來到香港謀生活的女孩，在租房的時候無意遇到了出租車司機阿恭（鍾鎮濤飾）。二人暗生情愫，但時代的影響和生活所迫使他們分開。阿恭白天是出租車司機，但晚上又變成闊太太們的性伴侶。而黃小姐變成模特後，又被條件優越的陳保羅（陳友飾）追求。
黃小姐和阿恭一起籌錢，買了一輛出租車，但是受到香港工委及香港左派發起的六七暴動的影響，生活再次受挫。生活壓力使他們開始走向不同方向……

## 獎項
| 年份 | 頒獎典禮            | 獎項         | 獲提名   | 結果 |
| ---- | ------------------- | ------------ | -------- | ---- |
| 1990 | 第9屆香港電影金像獎 | 最佳影片     |          | 提名 |
| 1990 | 第9屆香港電影金像獎 | 最佳導演     | 陳友     | 提名 |
| 1990 | 第9屆香港電影金像獎 | 最佳女主角   | 張曼玉   | 獲獎 |
| 1990 | 第9屆香港電影金像獎 | 最佳女配角   | 顧美華   | 提名 |
| 1990 | 第9屆香港電影金像獎 | 最佳攝影     | 鮑起鳴   | 獲獎 |
| 1990 | 第9屆香港電影金像獎 | 最佳美術指導 | 司徒衛鏞 | 獲獎 |

## 外部連結
- 香港影庫上《不脫襪的人》的資料（繁體中文）
- 開眼電影網上《不脫襪的人》的資料（繁體中文）
- 互联网电影数据库（IMDb）上《不脫襪的人》的资料（英文）